# Samuel Bing
Siegfried "Samuel" Bing (Amburgo, 1838 – Vaucresson, 1905) è stato un mercante d'arte e critico d'arte tedesco naturalizzato francese.

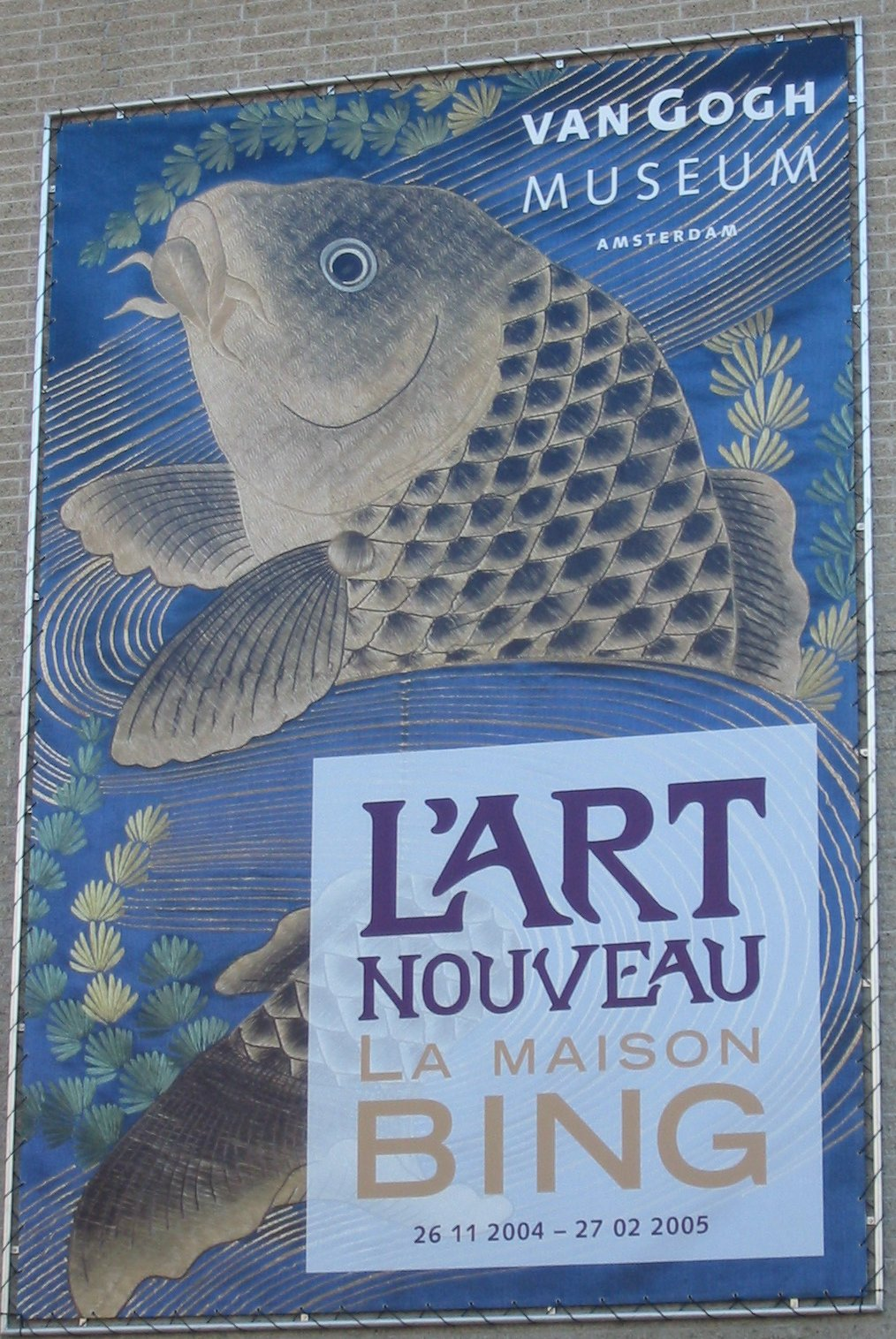
Poster della mostra su Bing ad Amsterdam, nel 2004

Fondatore della galleria d'arte e negozio L'Art Nouveau - La Maison Bing a Parigi, e della rivista Le Japon artistique, fu un punto di incontro per diversi artisti come Edvard Munch, Auguste Rodin, Henri de Toulouse-Lautrec,Frank Brangwyn,Georges-Pierre Seurat e molti altri.
Fu la sua galleria ad ispirare il nome del movimento artistico legato alla Francia dell'epoca, chiamato, appunto, Art Nouveau.

## Biografia
Nato ad Amburgo, in Germania, da una famiglia benestante, suo padre era decoratore industriale di ceramiche. Specializzatosi sull'arte giapponese, Bing studiò prima con suo padre e poi si trasferì a Parigi, nel 1854, per lavorare nella società del padre. Dopo la fine della Guerra Franco-Prussiana, fondò una società per il commercio di opere artistiche, importando principalmente dal Giappone.
Durante l'Esposizione Universale del 1867, il padiglione di Bing, ricevette un premio speciale. Da quel momento, il mercante iniziò a farsi un nome all'interno non solo dell'ambiente commerciale ed espositivo, ma anche in quello artistico.
Artisti come Henri de Toulouse-Lautrec, Frank Brangwyn, Camille Pissarro, Pierre Bonnard, Georges-Pierre Seurat e Edvard Munch, rimasero colpiti dagli oggetti del Giappone antico e moderno, che il collezionista aveva fatto conoscere all'occidente, e ne trassero ispirazione per le loro opere.
Nel 1888, fondò la rivista mensile Le Japone Artistique, che divenne un punto di riferimento per artisti, collezionisti e appassionati d'arte, e che diffuse sempre di più il "gusto orientale". In quegli anni, organizzò una serie di mostre su rari oggetti artistici del Giappone e divenne, a tutti gli effetti, uno dei maggiori collezionisti di ceramiche e stampe giapponesi.
Durante un viaggio negli Stati Uniti, nel 1894, commissionatogli dal governo francese per studiare la situazione artistica statunitense, Bing incontrò Louis Comfort Tiffany, mastro vetraio, con il quale iniziò una collaborazione. Da lì, continuò il suo viaggio per tutta l'Europa, cercando ispirazione ed artisti per le sue mostre. Il risultato del viaggio fu la nascita, a Parigi, della galleria d'arte L'Art Nouveau - La Maison Bing, che, nel dicembre del 1895 ospitò una mostra di diversi artisti europei, come Georges Lemmen, Édouard Vuillard, Pierre Bonnard, Frank Brangwyn e Toulouse-Lautrec. I lavori in vetro ideati da questi artisti furono eseguiti da Louis Comfort Tiffany, negli Stati Uniti.
Nel 1899 i suoi gioielli furono ospitati a Londra, presso la Grafton Gallery.
Partecipò nuovamente all'Esposizione Universale di Parigi, nel 1900, dove gli oggetti da lui presentati ebbero un grande successo di pubblico e di critica.
Samuel Bing morì a Vaucresson, in Francia, nel 1905. L'anno successivo, a Parigi, si tenne una grande asta per la vendita della maggior parte della sua collezione.

## L'opera
Con la sua opera di diffusione dell'arte giapponese, Samuel Bing riuscì a creare quel gusto, legato alle influenze orientali tipico del periodo. Ispirò e influenzò la produzione artistica, non solo dei personaggi legati all'Art Nouveau, ma anche dei simbolisti, dei nuovi e dei postimpressionisti e più tardi, degli Espressionisti. Il suo lavoro formò il gusto di una società e di un periodo storico, il "gusto orientale", tanto visibile, non solo nell'arte, ma anche nella vita più o meno quotidiana, dai vestiti al trucco, dalla musica all'arredamento.
Amanti delle linee semplici e "minimaliste", Bing e gli artisti dell'Art Nouveau si legavano all'idea dell'"opera d'arte totale", una produzione artistica che abbattesse l'idea di superiorità di un'arte rispetto ad un'altra e che fondesse in sé tutte le arti, anche quelle considerate comunemente "artigianato". La destinazione quotidiana degli oggetti artistici, il coabitare di diversi materiali e intenti, elementi presenti in queste opere, superavano la concezione comune di "artistico" e stravolgevano il senso intellettuale ed elitario dello stesso termine di arte.
Con gli artisti dell'Art Nouveau e con l'influenza di collezionisti come Bing, l'arte entrò nelle case, divenne oggetto d'uso quotidiano, atto a superare il grigio o, al contrario, l'ostentazione "pacchiana" della vita "comune". Le semplici ed eleganti linee delle opere prodotte, la perfetta finutura, l'idea artistica e non solo utilitaristica, entrò, per la prima volta, a far parte della vita di tutti. In questo senso, ogni oggetto, anche il più comune, si trasformò in opera d'arte ospitata nella quotidianità e nella familiarità delle case divenute, in qualche modo, gallerie d'arte.